# Stina Stockenstam
Maria Clementina Stina Stockenstam, född 22 juni 1884 i Adolf Fredriks församling i Stockholm, död 13 februari 1919 i Jakobs församling i Stockholm, var en svensk skådespelare. Utöver ett antal filmroller var hon bland annat aktiv vid Stora teatern i Göteborg.

## Filmografi
- 1916 – I elfte timmen
- 1916 – Enslingens hustru
- 1917 – Alexander den Store

## Teater

### Roller (ej komplett)
| År   | Roll          | Produktion                                                               | Regi                             | Teater                |
| ---- | ------------- | ------------------------------------------------------------------------ | -------------------------------- | --------------------- |
| 1909 | Rose Carlisle | Lady Frederick W. Somerset Maugham                                       | Axel Hansson                     | Lady Frederick-turnén |
| 1910 |               | En sommarnattsdans, eller Balettens triumf på Söder, revy Algot Sandberg | Algot Sandberg Wilhelm Berndtson | Södra Varietén        |